# Tabanus pulvifer
Tabanus pulvifer är en tvåvingeart som beskrevs av Walker 1854. Tabanus pulvifer ingår i släktet Tabanus och familjen bromsar. Inga underarter finns listade i Catalogue of Life.